# Agromyza wistariae
Agromyza wistariae är en tvåvingeart som beskrevs av Mitsuhiro Sasakawa 1961. Agromyza wistariae ingår i släktet Agromyza och familjen minerarflugor. Inga underarter finns listade i Catalogue of Life.